# Hydraena gaditana
Hydraena gaditana är en skalbaggsart som beskrevs av Lagar och Javier Fresneda 1990. Hydraena gaditana ingår i släktet Hydraena och familjen vattenbrynsbaggar. Inga underarter finns listade i Catalogue of Life.